# Aeródromo Lago Vargas
El Aeródromo Lago Vargas (OACI: SCVS), es un terminal aéreo ubicado cerca de Cochrane, Provincia Capitán Prat, Región de Aysén, Chile. Este aeródromo es de carácter público.